# Grote Olympiaschans
De Grote Olympiaschans (Duits: Große Olympiaschanze) te Garmisch-Partenkirchen in Duitsland is een K-125 skischans waarop atleten schansspringen. In het Olympia-Skistadion zijn ook K-80, K-43 en K-20 schansen. 
De schans maakt deel uit van het Olympiastadion waar in 1936 de Olympische winterspelen werden gehouden. Het Vierschansentoernooi doet sedert 1952 ook deze locatie aan en dat altijd op Nieuwjaarsdag. Op deze dag vindt op deze schans het zogenaamde "Nieuwjaarsspringen" plaats als onderdeel van dit toernooi. Naast de grote schans staan ook twee kleinere schansen. Ook wordt het stadion gebruikt als finishplaats voor alpineskiwedstrijden, zoals de jaarlijkse wereldbekerwedstrijd slalom.
De schansen werden meerdere keren verbouwd (zie foto's).
De nieuwe schans die in november 2007 in gebruik werd genomen is een K125-schans; springers halen hier sprongen van 125 m. Het schansrecord staat sedert 2021 op 144 m. Dit werd op nieuwjaarsdag gesprongen door de Pool Dawid Kubacki, tijdens het Vierschansentoernooi.

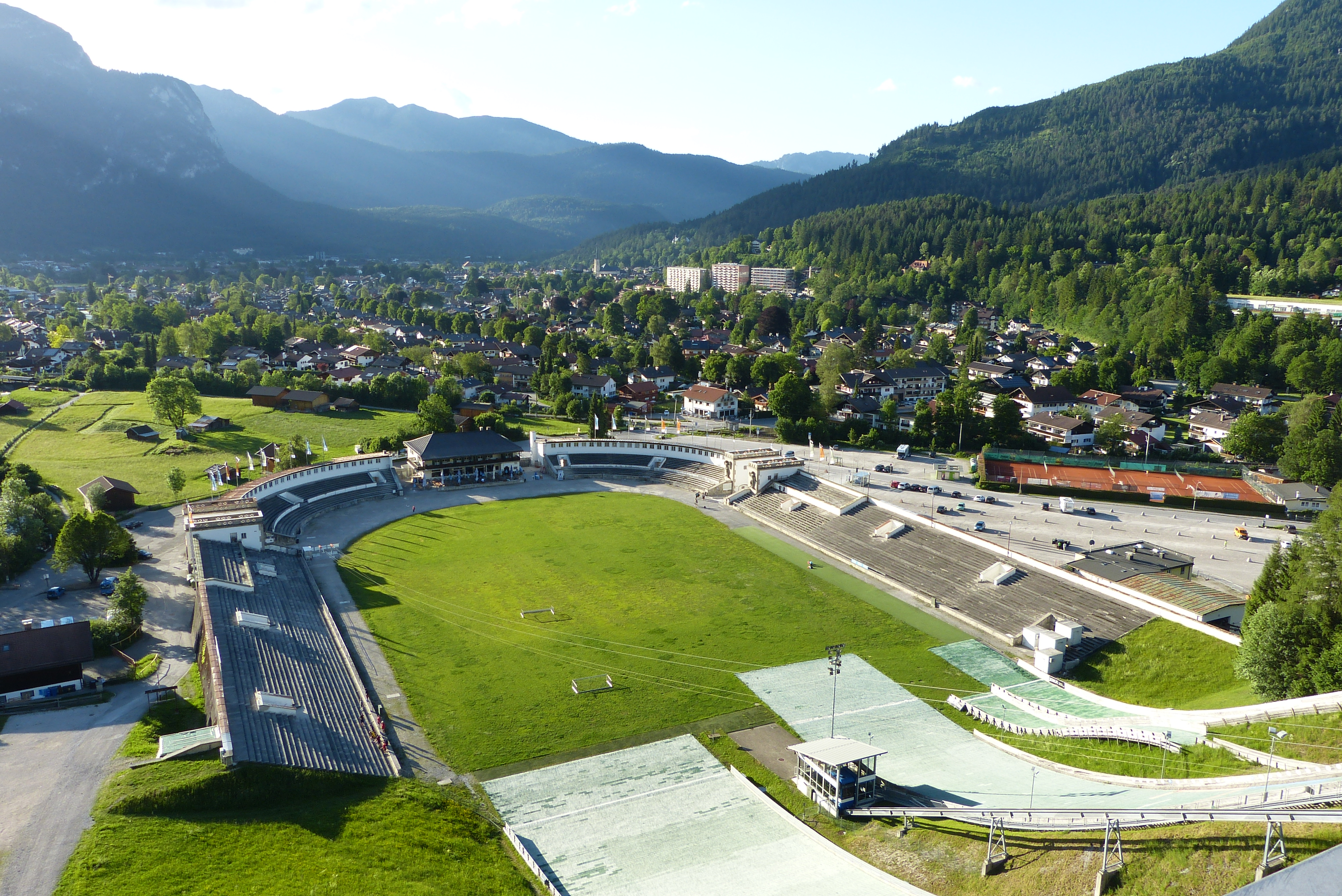
het Olympiastadion
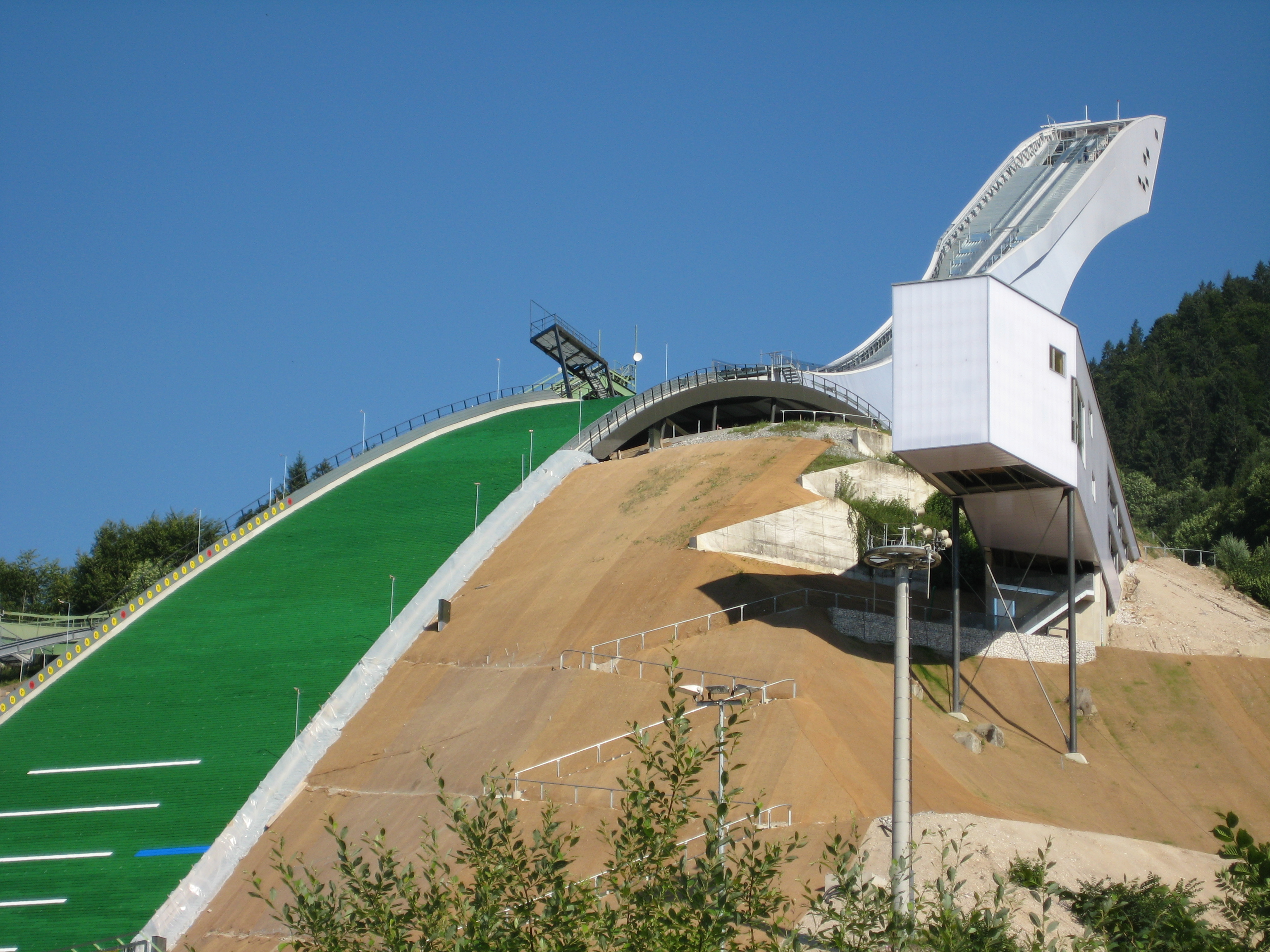
de nieuwe schans (2008)
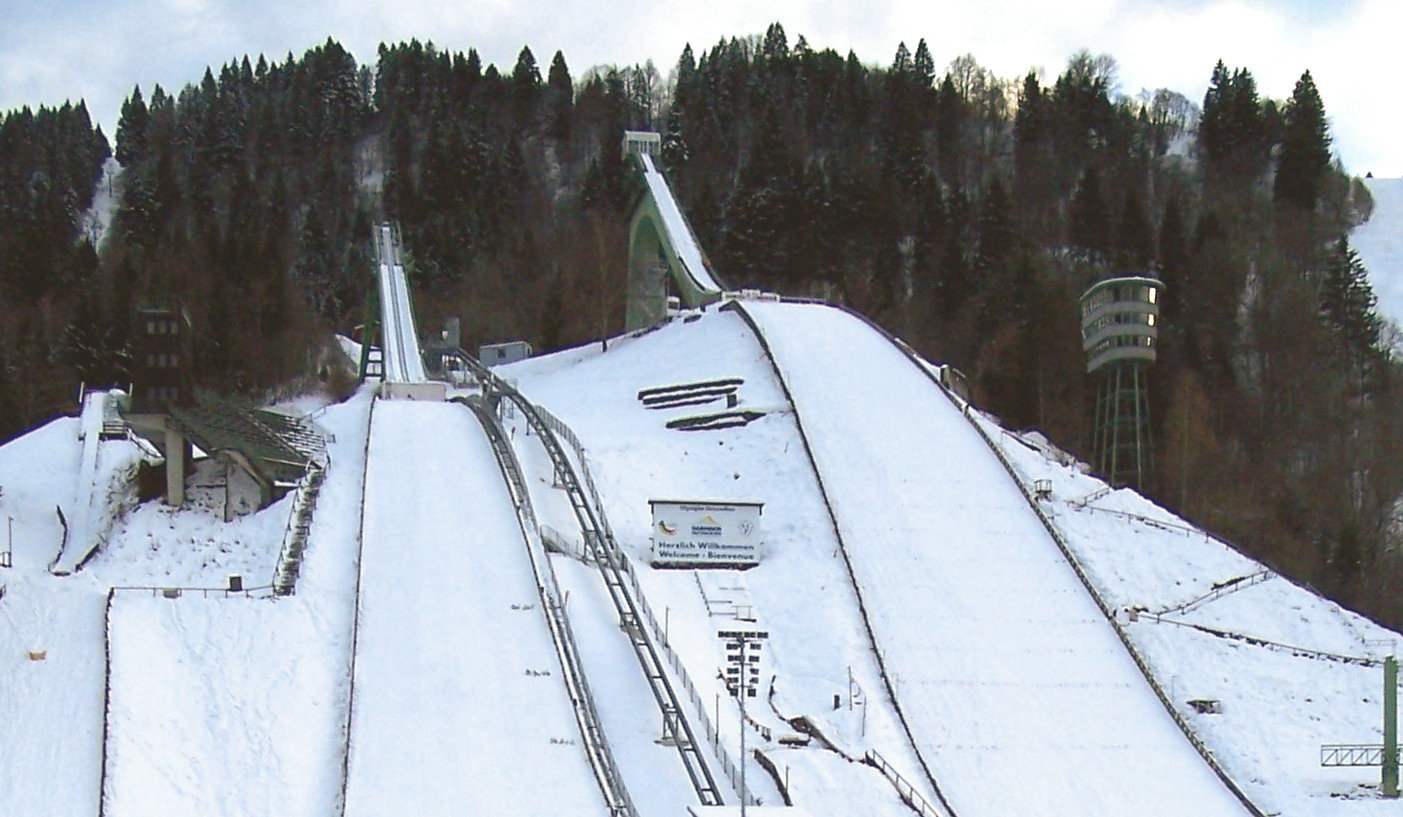
de schansen in 2005

## Technische gegevens van de Grote Olympiaschans
- HS-waarde (hillsize)    = 140 m
- K-waarde                = 125 m
- Torenhoogte               = 60,4 m
- Aanlooplengte           = 103,5 m
- Hellingshoek         = 35°
- Snelheid bij afzet = 94,3 km/h
- Totale hoogte: 149 m
- Schansrecord: 144 m